# Nicolas-Pierre Pithou
Nicolas-Pierre Pithou, né le 16 juin 1750 à Vincennes et mort le 7 février 1818 à Paris, est un peintre français.

## Biographie
Nicolas-Pierre Pithou est le fils de David Nicolas Pierre Pithou, et de Marie Louise Boisselet. 
Il est peintre à la manufacture de Sèvres.
En 1776, il épouse Anne Louise Michelin. Leur fille Louise-Sophie Pithou (1776-1842) épousera le peintre Jean François Robert et leur fils Nicolas-François Pithou (1785-1849) deviendra peintre également.
Il meurt à son domicile, à l'âge de 67 ans. Il est inhumé au cimetière du Père-Lachaise.

## Galerie
Vase à feuilles de laurier La Musique pastorale (au recto) et Les Amusements de la campagne (au verso), de Nicolas-Pierre Pithou, d'après François Boucher

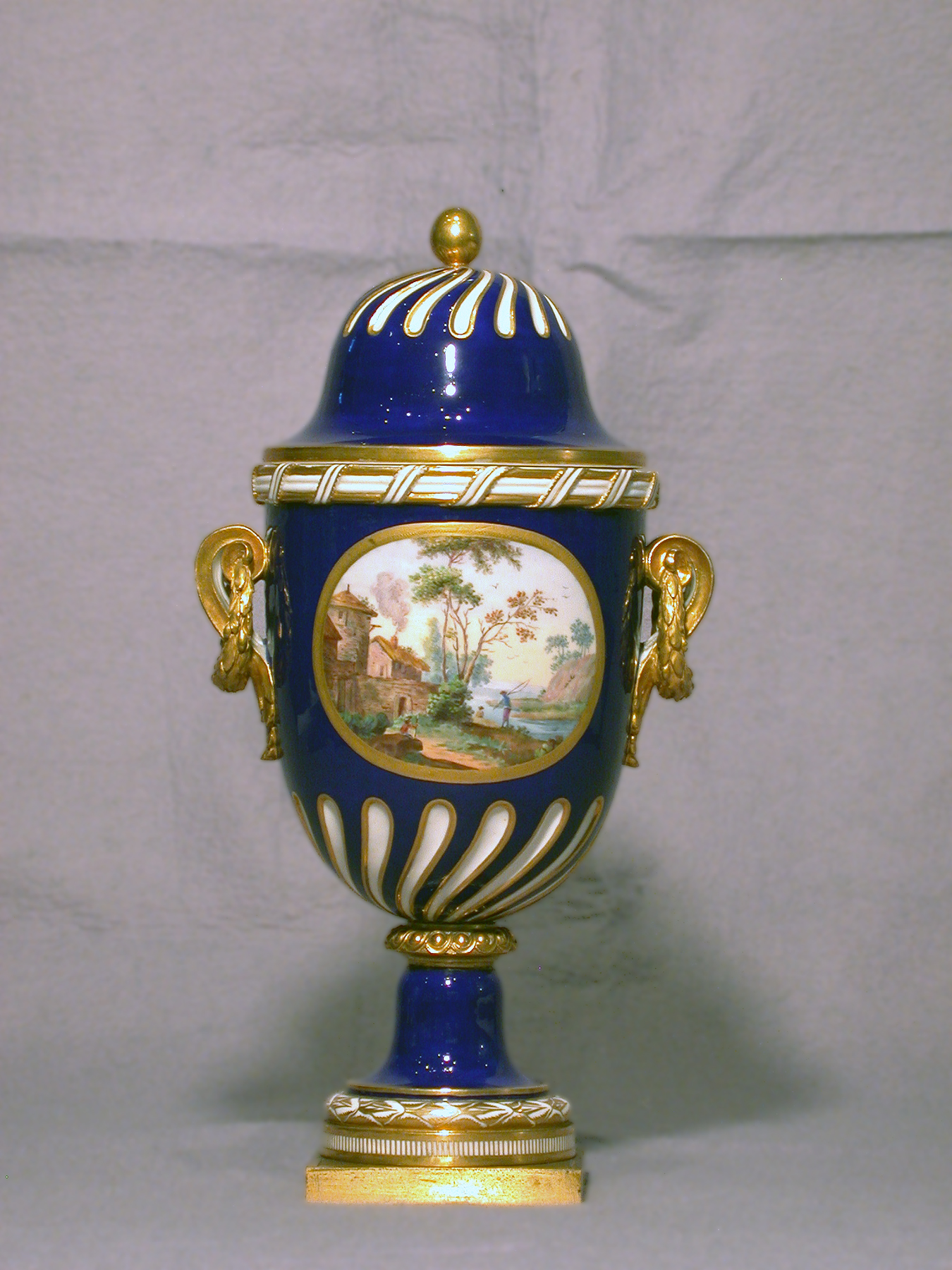
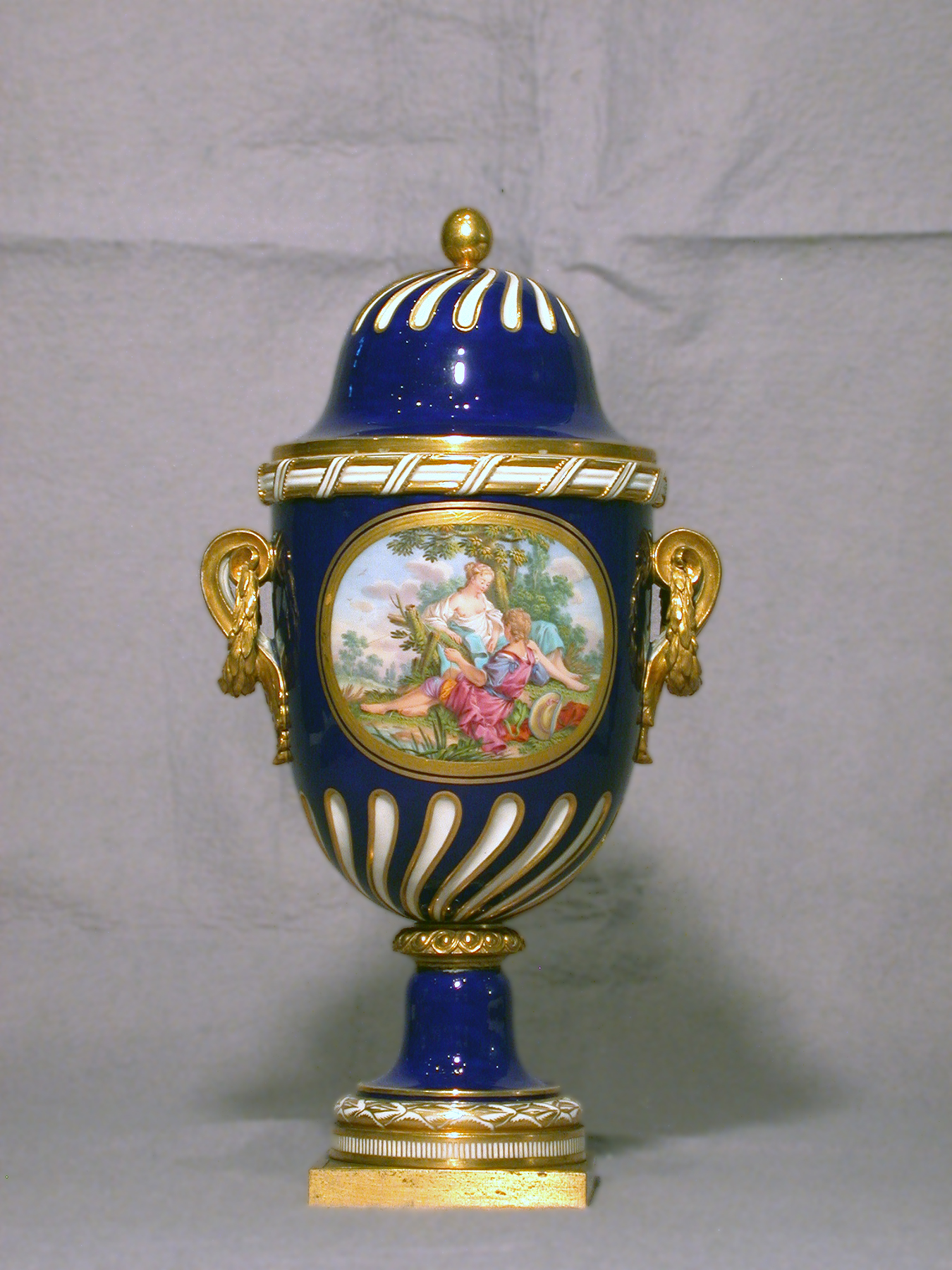